# Агнес Мургед
Агнес Робертсон Мургед (англ. Agnes Robertson Moorehead; 6 грудня 1900 — 30 квітня 1974) — американська акторка театру, кіно та озвучання, телеведуча. Чотириразова номінантка «Оскара», володарка двох премій «Золотий глобус» і премії «Еммі».

## Життєпис
Народилася в місті Клінтон, штат Массачусетс, 6 грудня 1900 в сім'ї пресвітеранского міністра Джона Гендерсона Мурхеда і його дружини, співачки Мілдред МакКолі. Її перший виступ перед публікою відбувся в трирічному віці в церкві батька, де вона прочитала молитву «Отче наш». Пізніше сім'я переїхала в Сент-Луїс, штат Міссурі, де пройшло її дитинство. У Сент-Луїсі Агнес Мургед виступала в міському оперному хорі, де у неї з'явилося прізвисько «Муні».
У 1918 році закінчила середню школу, і хоча батько не противився її бажанню стати акторкою, він все ж наполіг на тому, щоб вона отримала вищу освіту. Мурхед вступила до коледжу Мускінгум в місті Нью-Конкорд в штаті Огайо, який закінчила в 1923 році зі ступенем бакалавра в біології. Навчаючись в коледжі, вона вперше стала виступати на сцені в трупі студентського театру. Потім навчалася в аспірантурі Американської академії драматичного мистецтва, яку закінчила в 1929 році.
Рання кар'єра Агнес Мургед була не дуже вдалою — вона довгий час не могла знайти роботу і ледве влаштувалася ведучою на радіо. Незабаром вона познайомилася з акторкою Гелен Гейс, яка безуспішно спробувала проштовхнути її в кіно, але в підсумку Мургед довелося продовжити роботу на радіо. У 1937 році Мургед вступила в театральну трупу Орсона Веллса. Через два роки Веллс підписав контракт зі студією «RKO» і перевів своїх акторів в Голлівуд для зйомок у кіно. Там Мургед дебютувала на великому екрані в драмі Веллса «Громадянин Кейн» (1941), де зіграла його матір.
Через рік на екрани вийшов другий фільм за її участю — «Пишність Амберсонів», за роль в якому вона була нагороджена премією нью-йоркських критиків, а також номінована на «Оскар», за найкращу жіночу роль другого плану. Потім були роботи в таких фільмах, як «Подорож в страх» (1943), «Міс Паркінгтон» (1944), яка принесла їй другу номінацію на «Оскар», «З тих пір як ви пішли» (1944), «Джонні Белінда» (1948), її третя номінація на премію Американської кіноакадемії, і «Плавучий театр» (1951).
Протягом 1940-х і 1950-х років Мургед була однією з найбільш затребуваних акторок на радіо, в театрі і в кіно. У 1951—1952 роках у неї була роль у бродвейській постановці «Дон Жуан в Аду», а з 1962 по 1963 рік вона грала в п'єсі «Лорд Пенго».
У 1964 році акторка виконала роль чаклунки Ендора, матері головної героїні, в телесеріалі «Моя дружина мене причарувала». Ця роль принесла Агнес Мургед більшу популярність, і вона не розлучалася з нею до закінчення показу в 1972 році. За всю свою кар'єру на телебаченні вона 6 разів номінувалася на «Еммі» і стала її володаркою за роль у драматичному серіалі «Дикий, дикий захід». Четвертий і останній раз акторка висувалася на «Оскар» в 1964 році за роль Велми Кратер у фільмі «Тихіше, тихіше, мила Шарлотта». Премію кіноакадемії вона не отримала, але удостоїлася нагороди «Золотого глобуса».

## Особисте життя
У 1930 році Агнес Мургед одружлася з актором Джоном Гріффітом Лі. Разом з ним вона в 1949 році усиновила сироту, якого назвали Шон, і який, подорослішавши, втік з дому. У 1954, через два роки після розлучення, Мургед вступила в шлюб з актором Робертом Гістом, який протривав 4 роки. Попри її шлюби, після її смерті були дуже поширеними чутки про те, що акторка була лесбійкою.
Останні роки життя Агнес Мургед боролася з раком матки. Коли її стан остаточно погіршився, вона була переведена в методистської клініку міста Рочестер, штат Міннесота, де і померла 30 квітня 1974. Була похована в Дейтоні в Огайо. У 1994 році удостоєна зірки на Алеї слави в Сент-Луїсі.

## Вибрана фільмографія
- 1941 — Громадянин Кейн — Мері Кейн
- 1942 — Чудові Емберсони — Фанні
- 1942 — Велика вулиця — Виолет Шумберг
- Подорож в страх (1943) — Місіс Метьюс
- Джейн Ейр (1943) — Місіс Рід
- З тих пір як ви пішли (1944) — Емілі Говкінс
- Міс Паркінгтон (1944) — Баронеса Аспазія Конті
- Темний прохід (1947) — Мадж Рапф
- Жінка в білому (1948) — Графиня Фоско
- Джонні Белінда (1948) — Еггі МакДональд
- Історія Страттона
- Плавучий театр (1951) — Парті Говкс
- Чотирнадцять годин (1951) — Кірстін Гілл Козик
- Ліва рука Бога (1955) — Беріл Сигман
- Все, що дозволено небесами (1955) — Сара Воррен
- Завойовник (1956, фільм) — Оелун
- Лебідь (1956) — Королева Марія Домініка
- Округ Рейнтрі (1957) — Еллен Шоунессі
- Історія людства (1957) — Королева Єлизавета I
- Кажан (1959) — Корнелія ван Гордій
- Полліанна (1960) — Місіс Сноу
- Як підкорили Захід (1962) — Ребекка Прескотт
- Тихше, тихше, мила Шарлотто (1964) — Велма Кратер
- Моя дружина мене причарувала (ТБ) (1964—1972) — Ендора
- Павутиння Шарлотти (1973) — Гусь